# Gökkale
Koordinaten: 36° 30′ 2,3″ N, 33° 57′ 13,8″ O

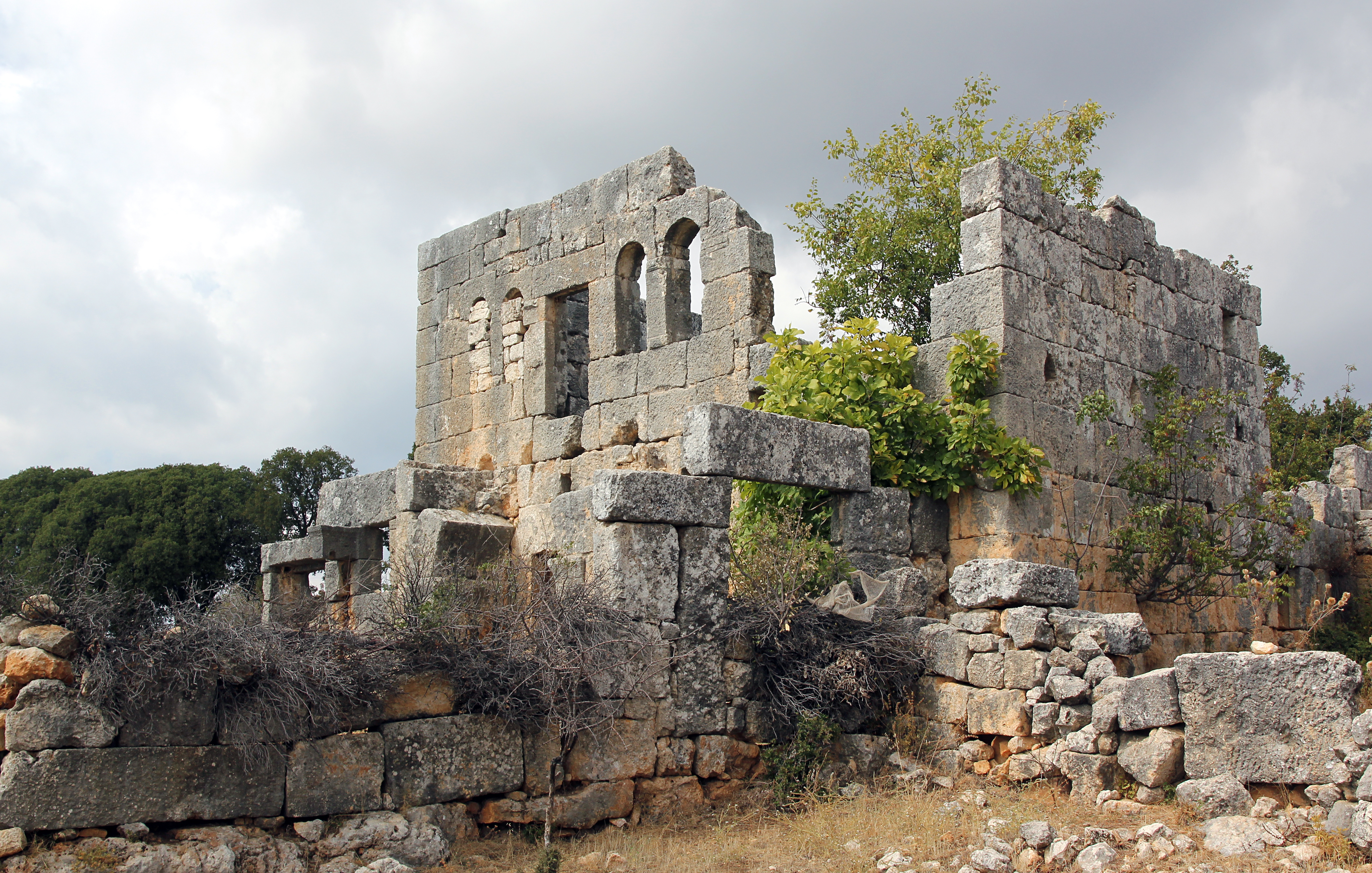
Haupthaus von Südosten

Gökkale ist der türkische Name eines römisch-frühbyzantinischen Gebäudekomplexes im Rauen Kilikien. Bei den Bauwerken handelt es sich um eine Villa rustica mit verschiedenen dazu gehörigen Wirtschaftsgebäuden. Der Bau ist vermutlich in der römischen Kaiserzeit entstanden.

## Lage
Der Ort liegt auf einem Hügel namens Çingeyli Tepe etwa zwei Kilometer nordwestlich von İmamlı im Bezirk Silifke der türkischen Provinz Mersin. Einen Kilometer östlich verläuft die moderne Straße, die Silifke (antik Seleukia am Kalykadnos) beziehungsweise den Küstenort Atakent mit Uzuncaburç verbindet. Sie entspricht etwa der antiken Straße von Seleukia oder Korasion nach Olba und Diokaisareia. Zwischen İmamlı und Keşlitürkmenli zweigt eine Straße nach Westen ab, die über Çamlibel mit der Ruinenstätte Karaböcülü wiederum nach Silifke führt. Nach etwa einem Kilometer führt ein Feldweg in nördlicher Richtung nach Gökkale.

## Beschreibung
Das zweigeschossige Haupthaus des Komplexes ist mit der Eingangsfront nach Süden ausgerichtet. Der Innenraum ist durch einen Querbogen geteilt, zwei kleinere Räume liegen an der Ostseite. Das Obergeschoss hatte vermutlich einen ähnlichen Grundriss, es verfügt über vier hohe Bogenfenster in der Südfront sowie weitere Fenster in der Westwand. Auf der Höhe des Fußbodens des oberen Stockwerks sind zum Teil noch Balkenlöcher zu sehen. In der Mitte der Südfassade öffnet sich über dem Eingang zwischen den Bogenfenstern eine Tür zu einer davorliegenden Plattform. Vor dieser südlichen Schauseite befindet sich ein mit rechteckigen Kalksteinplatten gepflasterter Hof. Die Tür war von einem vorspringenden Bogenerker umrahmt, auf dem die Plattform auflag. An der Westseite wurde das Gebäude in späterer Zeit um einen Anbau erweitert, dessen Türsturz mit einem Kreuz geschmückt ist. Ein weiterer Anbau an der nördlichen Rückseite des Hauses war mit einem schräg abfallenden Pultdach gedeckt, wogegen die Form des Hauptdaches unbekannt ist. 
Unter dem Pflaster des Vorhofs liegen eine, möglicherweise auch zwei Zisternen. Die umliegenden Wirtschaftsgebäude waren aus Quadermauerwerk gebaut, teilweise auch in den anstehenden Felsen gehauen. Dabei sind zwei Ölpressen und eine Kornmühle zu sehen. In der Nähe des Herrenhauses stehen zwei Sarkophage, einer mit kaiserzeitlichen Profilen, der andere, mit einem Kreuz, aus frühbyzantinischer Zeit. In der näheren Umgebung gibt es mehrere Chamosorien. Etwa 200 Meter südwestlich der Villa sind die Grundmauern eines weiteren Gehöftes zu erkennen, zu dem ein etwa 1,50 Meter breiter, gepflasterter Weg führt, der noch zwanzig Meter weit sichtbar ist.

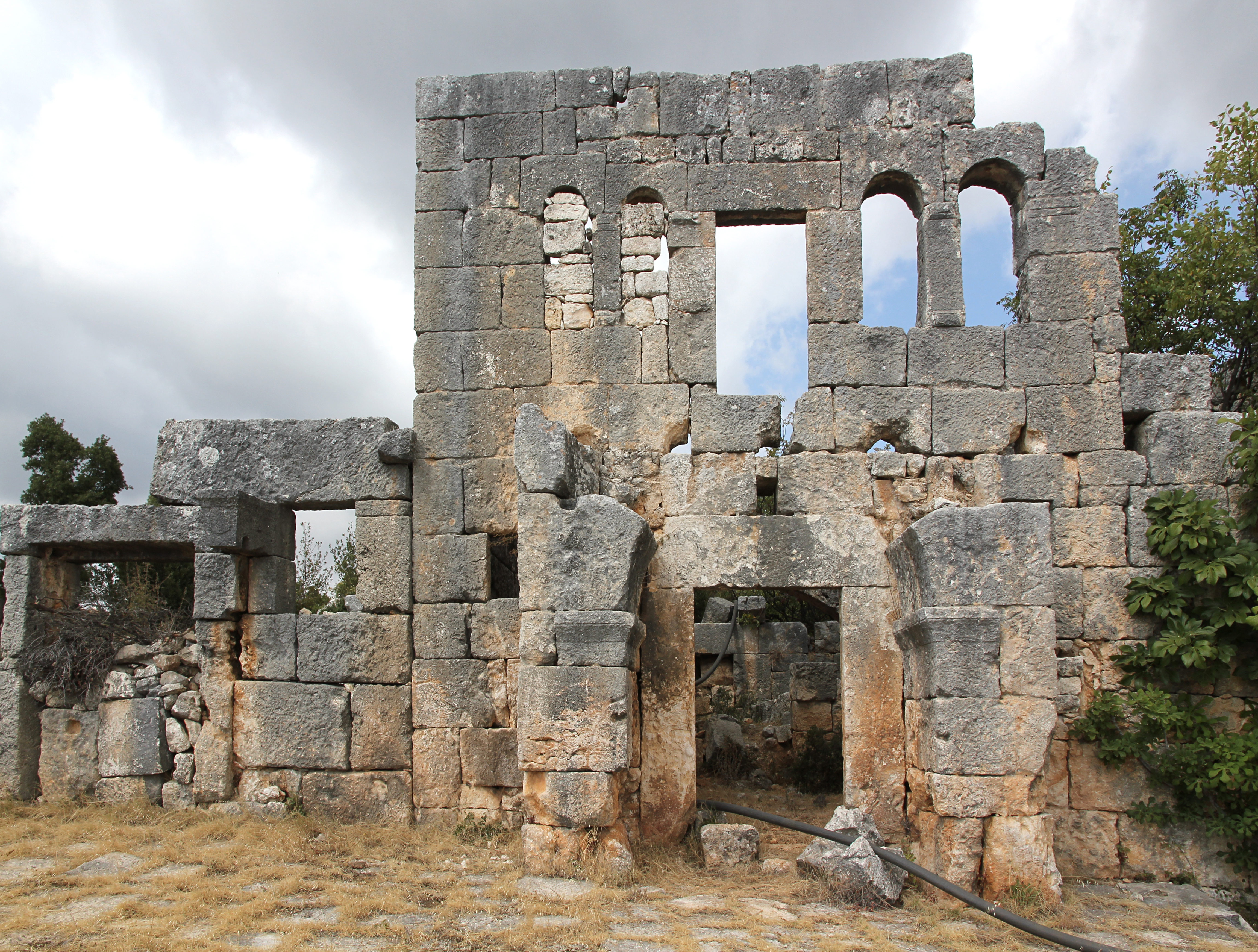
Eingangsfassade von Süden
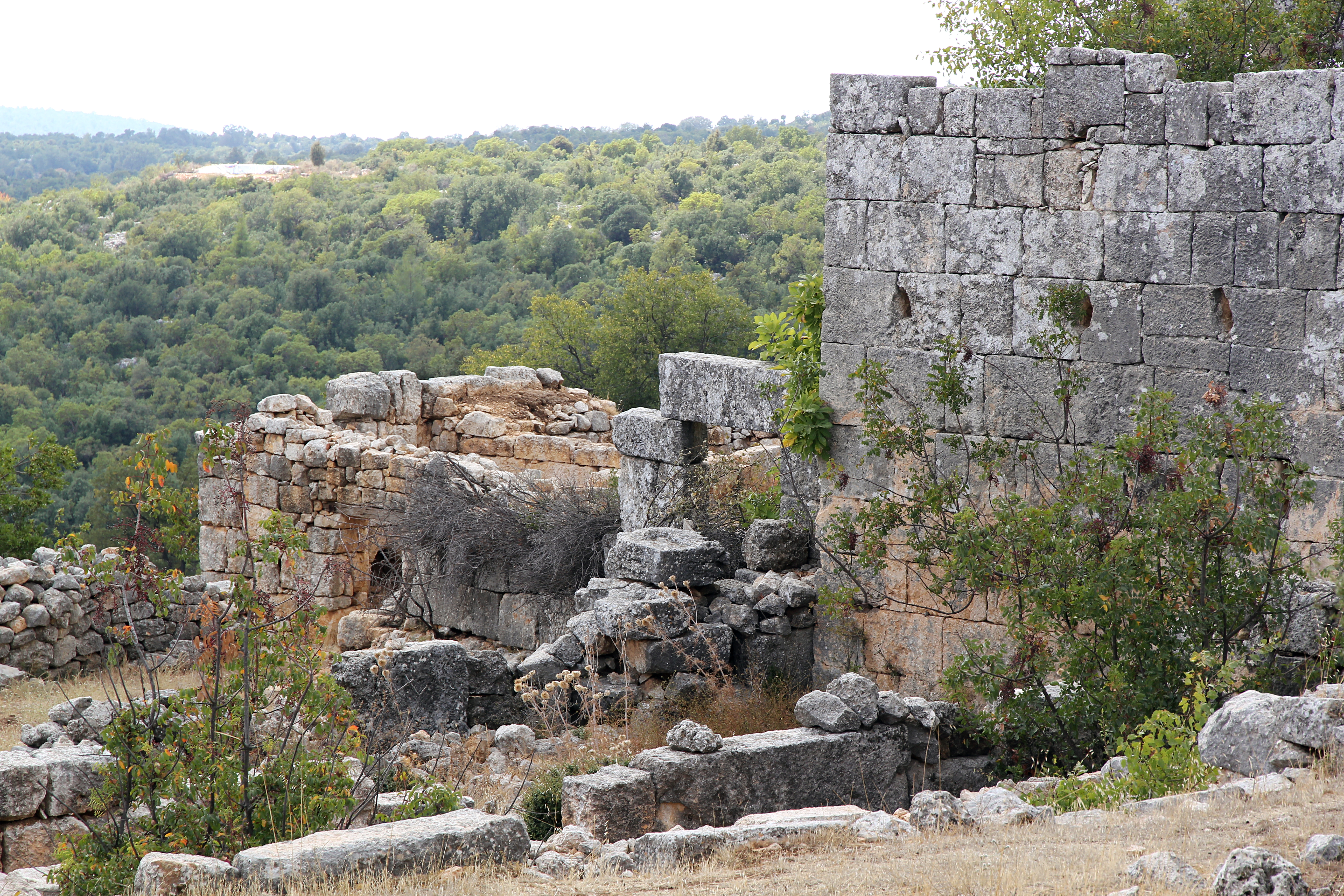
Hauptgebäude von Nordosten
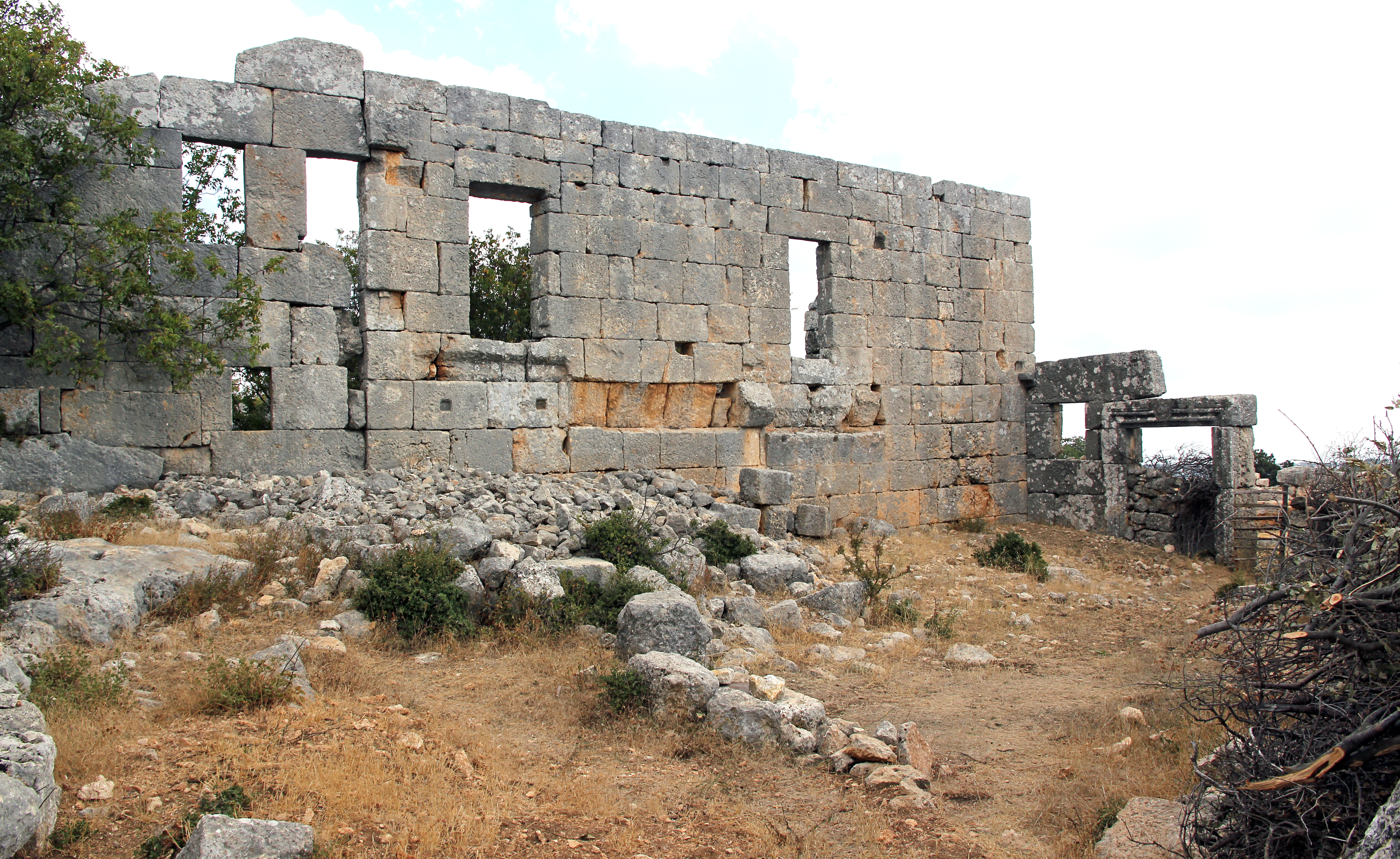
Westseite, links ist die Dachschräge des hinteren Anbaus zu erkennen
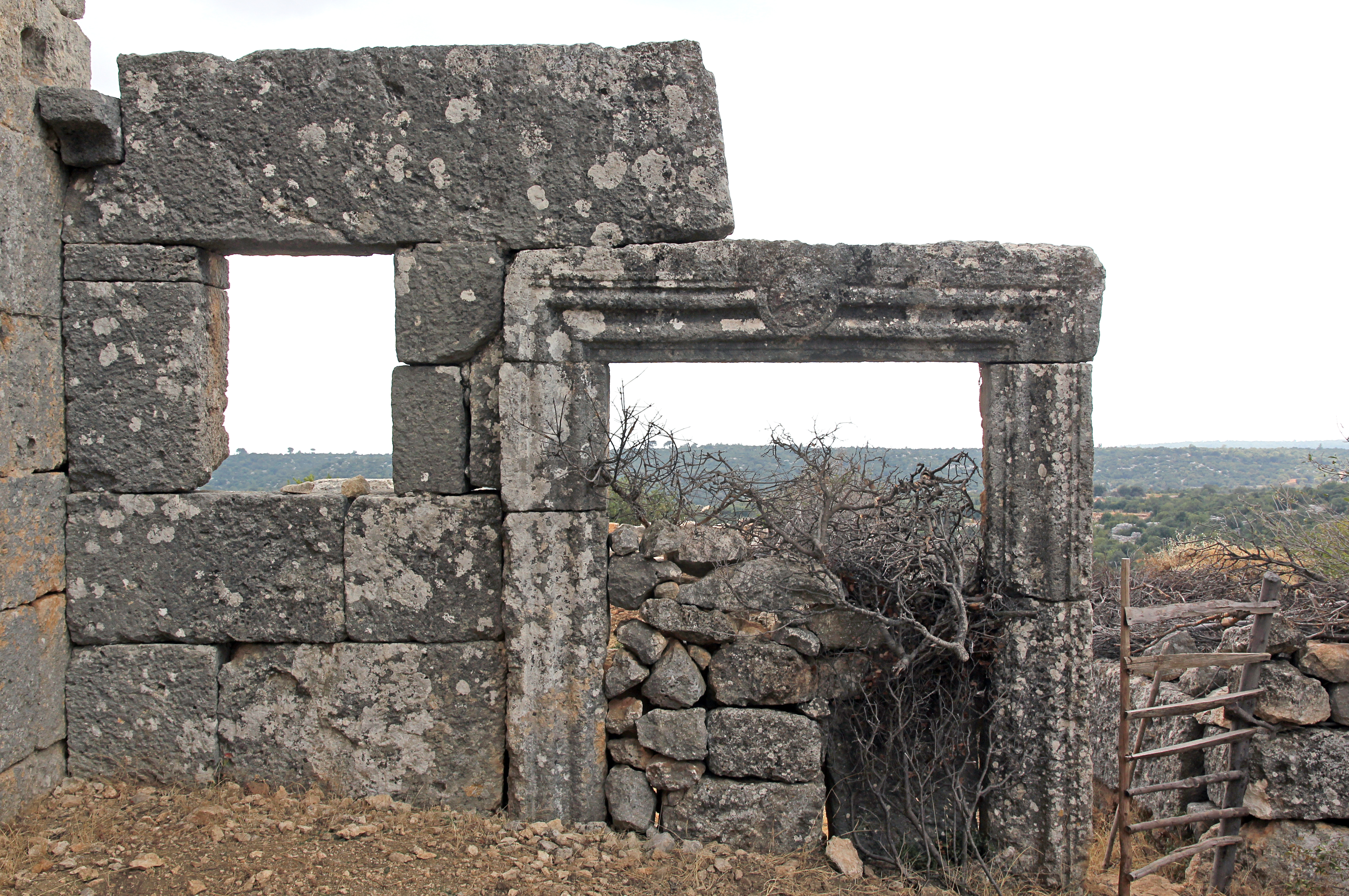
Tür des westlichen Anbaus mit Kreuz
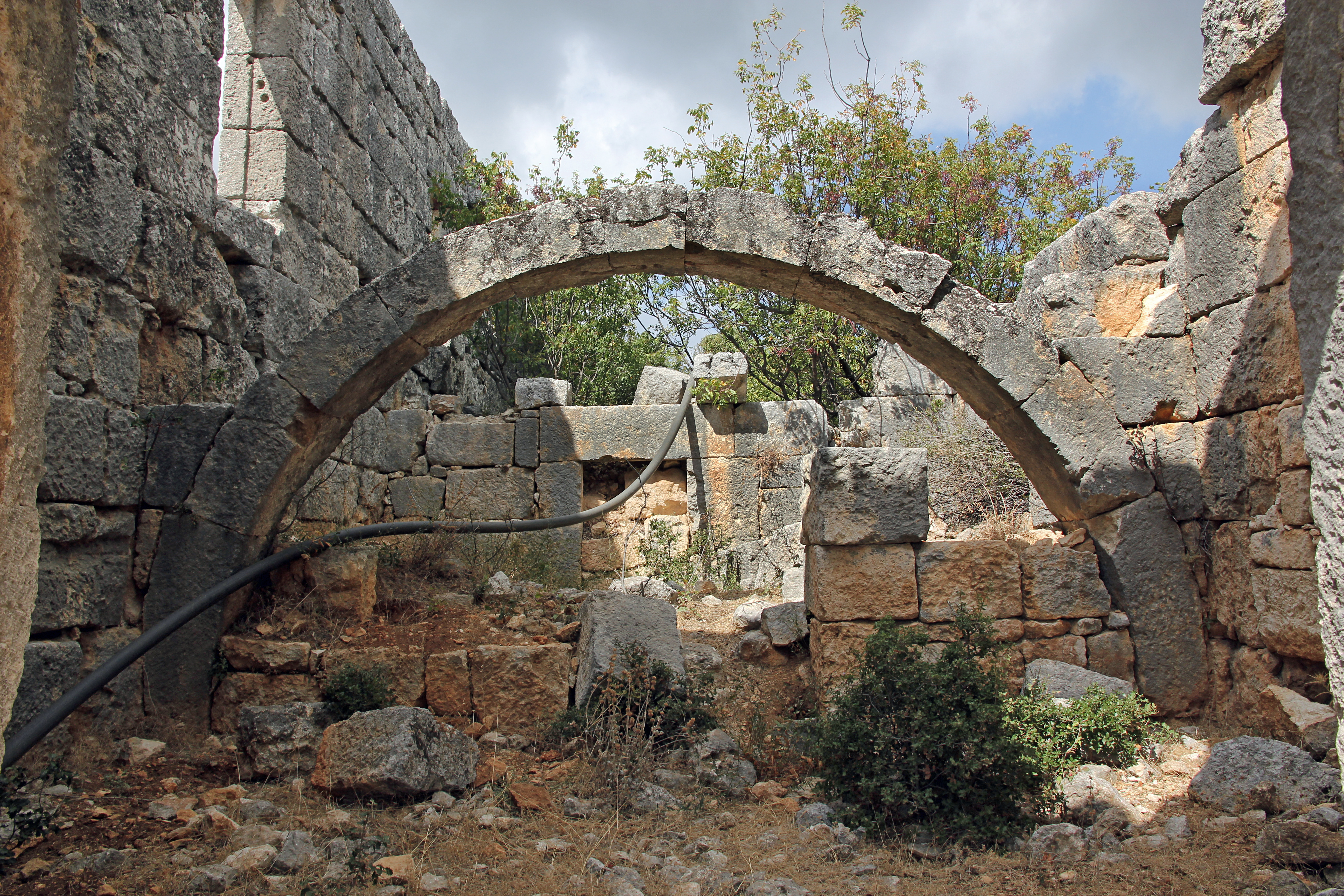
Innenraum von Süden